# 11243 de Graauw
11243 de Graauw là một tiểu hành tinh vành đai chính với chu kỳ quỹ đạo là 1692.6278160 ngày (4.63 năm).
Nó được phát hiện ngày 25 tháng 3 năm 1975.